# Парижский мирный договор (1763)
Карта Северной Америки. 1775 г.
Пари́жский ми́рный догово́р 1763 года — мирный договор между Великобританией и Португалией, с одной стороны, и Францией и Испанией — с другой, подписанный 10 февраля в Париже и, вместе с Губертусбургским миром, положивший окончание Семилетней войне. Предварительные условия мира были подписаны в Фонтенбло 3 ноября 1762 года, в Париже же был оформлен окончательный договор 10 февраля 1763 года. Территориальные изменения границ государств по условиям договора достигли по-настоящему гигантских масштабов.

## Условия договора

### В Северной Америке
В ходе переговоров Этьенн Франсуа де Шуазёль предпочёл сохранить за Францией небольшие, но ценные экспортом сахара Карибские острова, а не оккупированный в 1759—1760 годах Квебек, который поначалу предложили вернуть британцы, также желавшие заполучить все Карибские острова. Дело в том, что в бассейне р. Св. Лаврентия в Квебеке уже имелось значительное, и при этом быстрорастущее (порядка 70—80 тыс. человек) франко-католическое население, и англичане-протестанты не очень-то желали с ним связываться. Но по условиям мира Франция отказалась от всяких притязаний на Канаду, Новую Шотландию (которые в то время считались хоть и большими, но холодными и малопригодными территориями) и окончательно уступила Англии все острова залива Святого Лаврентия. Пункт 4 договора о передаче Канады дал бывшим французским подданным Квебека срок в 18 месяцев на продажу своего имущества с целью репатриации в Францию, если они того пожелают. Оставшиеся по истечении срока автоматически становились британскими подданными. В период между 1760—1770 годами колонию действительно покинули практически все французские дворяне, чиновники, военные и моряки численностью около 10 000 человек. Однако, практически все духовенство, мещане, крестьяне и трапперы остались, и естественный прирост последних быстро компенсировал отток. Договор предоставил франкоязычному населению Квебека право свободы вероисповедания, что на тот момент рассматривалось как важная уступка католикам в рамках теперь уже Британской империи, где доминировал протестантизм. При этом, несмотря на то что договор был составлен только на французском языке, он нигде не упоминал право франко-канадцев на сохранение и развитие родного языка в официальной сфере уже в рамках Британской империи. Этим вскоре воспользовался британский административный аппарат, пытавшийся впоследствии небезуспешно оттеснить и искоренить французский язык на территории Северной Америки.
Вместе с Канадой Франция уступила долину Огайо и всю свою территорию на восточном берегу Миссисипи, за исключением Нового Орлеана.
В то же самое время Испания, за возврат Англией Гаваны, уступила ей Флориду, чем на тот момент назывались все её континентальные владения к востоку от Миссисипи. Несмотря на большую площадь земель, Англия добивалась прав на более освоенный и также богатый сахаром Пуэрто-Рико, поскольку страна, полученная на континенте, была на тот момент слабо заселена и освоена. Но Испания сохранила за собой Пуэрто-Рико до 1898 года.

### В Европе
В Европе Менорка была возвращена Англии, но поскольку возвращение этого острова Испании было одним из условий её союза с Францией, то последняя, будучи не в состоянии выполнить теперь это условие, соответственно уступила Испании Луизиану, к западу от Миссисипи.
Французские войска также выводились с территории Ганновера и совместно с испанскими — с территории Португалии.
В Вест-Индии Англия отдала назад Франции важные острова: Мартинику и Гваделупу. Четыре острова из группы Малых Антильских, считавшиеся нейтральными, были разделены между двумя державами: Сент-Люсия перешла к Франции, а Сент-Винсент, Тобаго и Доминика — к Англии, которая также удержала за собой и Гренаду.

### В Африке
В Африке Франция теряла земли в Сенегале, которые в 1758 году также оккупировали англичане. Однако эту колонию герцог де Лозён отбил у англичан в 1779 году, что официально подтвердил Версальский договор 1783 года.

### В Индии
В Индии Франция восстановила все владения, находящиеся в границах до начала наступления, но потеряла право воздвигать укрепления или держать войска в Бенгалии и таким образом оставила станцию в Чанданнагаре беззащитной. Таким образом Франция снова получила возможность торговли в Индии, но практически отказалась от своих претензий на политическое влияние в регионе. При этом английская компания сохранила все свои завоевания.

### Атлантический океан
Парижский мирный договор также предоставлял Франции право рыболовства у берегов Ньюфаундленда и в заливе Святого Лаврентия, которым та пользовалась и прежде. Кроме этого, Франция сохранила в своём владении небольшие острова Сен-Пьер и Микелон. Одновременно в предоставлении этого права было отказано Испании, требовавшей его для своих рыболовов. Эта уступка Франции была в числе тех, на которые в Англии более всего нападала оппозиция.
Большая часть населения и Питт сильно возражали против условий трактата. Последний говорил:

«Франция главным образом грозна для нас как морская и торговая держава. То, что мы выигрываем в этом отношении, ценно для нас более всего потому, что это вредно для неё. А вы оставляете Франции возможность возродить её флот».

В XX веке, как отголосок последствий договора, не устраивавшего в полной мере обе стороны, начался  франко-канадский шельфовый спор, завершившийся по большей части в пользу Канады.

### Последствия
Получив в своё безраздельное владение всю восточную половину Северной Америки, Великобритания превратилась в ведущую мировую державу, что в свою очередь ознаменовало собой начало эпохи заката Франции как передовой страны Западной Европы, даже несмотря на то, что еe население как минимум в три раза превосходило население Великобритании со всеми колониями, хотя и этот разрыв начал быстро сокращаться из-за массовой англификации североамериканских территорий и массового притока туда рабов и иммигрантов со всей Европы. Также несмотря на то что по инерции французский язык сохранял господствующее положение как язык дипломатии и образования мирового уровня вплоть до конца Второй мировой войны, его позиции начали ослабевать за счёт  фактической утраты им официального статуса на некогда обширных пространствах Северной Америки. Многие некогда относительно крупные (по меркам североамериканских реалий той эпохи) преимущественно франкоязычные города, крепости и поселения Северной Америки (Луисбург и Детройт) были разрушены британцами, их жители подверглись депортации либо ассимиляции в условиях массового наплыва новой волны теперь уже англосаксонских переселенцев.
Таким образом, по итогам мира Англия приобрела огромное колониальное государство, заключавшее Канаду от Гудзонова залива и все нынешние Соединённые Штаты к востоку от Миссисипи. Помимо территориальных приобретений Англии и её установившегося морского господства она также приобрела престиж и положение в глазах других держав. Уступки Англии при заключении мира были вызваны огромным внешним долгом, дошедшим до 122 000 000 фунтов стерлингов.